# Batalha de Cinoscéfalos
A Batalha de Cinoscéfalos foi travada em 197 a.C. na Tessália entre as forças da República Romana e aliados da Liga Etólia, lideradas pelo cônsul Tito Quíncio Flaminino, e as do Reino da Macedônia, lideradas pelo rei antigônida Filipe V.

## Contexto
Depois de sua chegada à Grécia no começo da Segunda Guerra Macedônica, Fliminino conduziu uma série de negociações que culminaram numa aliança com a maior parte das pólis gregas com a República Romana contra o Reino da Macedônia. De imediato, suas forças receberam o acréscimo de aproximadamente 10 000 soldados emprestados pela Liga Etólia. No total, a coalização romana contava com 23 000 soldados, 1 100 cavaleiros e 20 elefantes, provavelmente presenteados pelo rei númida Massinissa, aliado de Roma no norte da África.
Filipe contava com cerca de 16 000 homens em suas falanges, 2 000 hoplitas, 5 500 soldados na infantaria ligeira, formada por ilírios, trácios e cretenses, e 2 000 cavaleiros, um total de 25 500 homens.

## Batalha
Flaminino e seus aliados estavam posicionados em Tebas quando iniciaram a marcha para Feras em busca de Filipe, que estava em Lárissa. Cientes de que não seria fácil manter seus aliados unidos por muito tempo, romanos e macedônios queriam um combate o mais rapidamente possível. Tropas de reconhecimento dos dois exércitos se encontraram perto de Feras, na Tessália, mas os dois comandantes hesitaram em realizar uma batalha campal, pois o terreno estava repleto de muros e pequenas fazendas que impediam a formação adequada dos exércitos. Apesar disto, as tropas de Filipe acabaram derrotadas numa escaramuça de cavalaria nas colinas à volta da cidade. Os dois exércitos marcharam em paralelo até Escotusa. Os macedônios rapidamente se movimentaram para repor suas reservas de comida enquanto os romanos tentavam impedi-los. Finalmente, os dois exércitos se perfilaram para o combate separados por uma serra conhecida como "Cinoscéfalos" (chamada assim por sua similaridade com a cabeça de um cachorro).
Durante a marcha começou uma tempestade e, na manhã seguinte, as colinas estavam cobertas por uma densa névoa. Apesar disto, Filipe continuou marchando e as condições do terreno acabaram provocando uma grande confusão em suas fileiras, que acabaram chegando a Cinoscéfalos de forma desordenada. Flaminino enviou sua cavalaria, que atacou de surpresa as tropas de Filipe que chegavam naquele momento ao acampamento. Flaminino enviou mais 500 cavaleiros e 200 soldados como reforço, forçando Filipe a retroceder para o alto da colina. O comandante dos mercenários de Filipe, Atenágoras, conseguiu contra-atacar e forçou o recuo dos romanos colina abaixo. Quando Felipe soube que os romanos recuavam desordenadamente, decidiu, imprudentemente, mover seu exército para a parte baixa do vale.

### Primeira fase
O rei macedônico assumiu pessoalmente o comando da ala direita, onde estava a maior parte da cavalaria. Flaminino também posicionou sua tropas para a batalha, conservando sua própria ala direita como força de reserva, com os elefantes à frente e liderando pessoalmente a ala esquerda da infantaria ligeira que receberia o ataque de Filipe. Ele se uniu em seguida aos reforços que havia enviado adiante e atacou a falange da ala direita de Filipe, que inicialmente conseguiu resistir ao ataque dos legionários, mas foi forçada a recuar até um terreno mais acidentado, uma grande desvantagem, pois tornava muito difícil o manejo de suas grandes lanças. Percebendo o problema, Filipe ordenou que seus falangistas pezhetairoi abandonassem suas lanças e continuassem a batalha com espadas. Ele mudou a disposição de suas tropas, estreitando e alargando suas linhas, provavelmente tentando evitar que a falange fosse cercada, e posicionando a cavalaria e a infantaria ligeira na ala direita.

### Segunda fase
A ala direita de Filipe estava, neste ponto da batalha, em um terreno mais elevado que a ala esquerda romana, o que inicialmente lhe foi favorável. Porém, esta disposição dividiu o exército macedônico em dois, com a ala esquerda, liderada por Nicanor, o Elefante, ainda marchando morro acima e se posicionando.

### Terceira fase
Flaminino então ordenou uma carga de seus elefantes, o que desorganizou ainda mais a já desorganizada formação macedônica e provocou uma grande quantidade de baixas. Logo depois desta carga, um tribuno romano desconhecido, certamente um oficial dos triários, notou que o exército macedônico estava divido em dois com os flancos de suas falanges expostos. Ele comandou vinte manípulos (uma décima parte de uma coorte e uma trigésima parte de uma legião, cerca de 1 200 homens) e marchou para o espaço aberto pelos elefantes, de onde passou a atacar a retaguarda da falange macedônica. Os soldados de Filipe, mesmo já tendo abandonado antes suas grandes lanças, ainda continuavam lutando na densa formação característica de uma falange. Era praticamente impossível que eles conseguissem se reposicionar com a mesma rapidez com que os ágeis manípulos romanos. Atacados simultaneamente pela frente e pela retaguarda, os macedônicos sofreram pesadas baixas e começaram a se render ou fugir, desmoronando o exército de Filipe.
As falanges, unidades de combate projetadas para manter uma formação cerrada e o inimigo à distância, praticamente entregaram a batalha no momento que abandonaram suas lanças e aceitaram combater os legionários romanos em combate corpo-a-corpo, soldados habituados a este tipo de combate e que manejavam suas espadas curtas (os "gládios") como se fossem facas. As primeiras escaramuças da batalha, nas quais os romanos empregavam cavaleiros e soldados misturados, atacando rapidamente e se reposicionando velozmente (uma forma de combate característica das tribos iberas), assim como a retirada de suas legiões sem mostrar as costas ao inimigo, atraindo-os para o terreno acidentado que foi, em última instância, a perdição dos macedônicos, não foram resultados das circunstâncias da batalha e sim movimentos calculados e estrategicamente planejados pelo grande general romano desta batalha, Tito Quíncio Flaminino.
Flaminino permitiu que Filipe escapasse. Segundo Políbio e Lívio, 5 000 macedônicos foram mortos (Lívio cita outras fontes que calculam as baixas macedônicas em 32 000) e outros 1 000 foram feitos prisioneiros. Os romanos perderam cerca de 2 000 homens.

## Consequências
Esta derrota dos macedônicos marcou o final de sua hegemonia na região, que já vinha desde a época de Alexandre Magno, e o início do controle romano. Juntamente com a futura Batalha de Pidna, esta derrota é muito famosa por ter demonstrado que a até então invencível falange macedônica, possivelmente a mais efetiva unidade de combate que o mundo já vira até então, havia se tornado obsoleta, principalmente por causa de sua própria rigidez e da dependência de um ataque frontal, ao passo que as legiões romanas, taticamente mais flexíveis e igualmente disciplinadas, podiam facilmente flanqueá-las e atacá-las pela retaguarda.
Apesar dos acordos de paz posteriores terem permitido que Filipe continuasse à frente de seu reino, Flaminino proclamou que as pólis gregas que ainda estavam sob o domínio macedônico estavam livres. Por outro lado, Filipe teve que pagar 1 000 talentos aos romanos. Adicionalmente, a marinha macedônica foi dissolvida, assim como a maior parte de seu exército.

## Ligações texternas
- «Warfare in the Ancient Greek World» (em inglês). University of Texas
- «Battle of Cynoscephalae» (em inglês). Livius.org
- «La IIª guerra macedónica» (em espanhol). Satrapa1
- Lívio. «Ab Urbe Condita, XXXIII» (em inglês)